# 頑皮家族
- 關於漫畫，請見「人小鬼大」。
- 關於電影，請見「頑皮家族 (電影)」。

《頑皮家族》是中華電視公司經典社教節目，製作單位頤倫影視，製作人李厚蓉，主要是介紹分布在世界各地的動物，以影片介紹其外表特徵、習性等，可說是一本活的「動物教科書」。每集邀請六位來賓參與益智問答，將各類動物的外表特徵、習性等知識融入益智問答中，並倡導保護動物之觀念。台灣宏觀電視亦有重播。

## 節目播出時間
於1987年10月12日起，至1995年4月8日為止，包括新春特別節目《頑皮家族過春節》，一共播出359集，初期於每星期一晚間9:30播出，後來調到星期六下午4:30。

## 歷屆主持人
第一任：張小燕、助理主持：曹蘭

第二任：何篤霖、陶晶瑩

第三任：徐乃麟、陶晶瑩

## 節目進行方式
主持人先介紹完一段影片，該影片均由製作單位向國外購買版權，來賓或現場觀眾欣賞完影片之後，主持人就會對參賽來賓問題，答案完全正確或最接近題目之要求答案者，即可獲得分數。
之中還有〈即興問答〉，主持人會隨意指定一位來賓回答簡單的問題，該名來賓就必須回答出正確的答案，即可得分。
主持人也會在問答結束後，對現場觀眾發問一些簡單的問題，答對者也可以得到獎品。

## 節目主題曲
初期的主題曲是由曹蘭主唱；播出後期，主題曲歌詞全部改過，主唱者改為何篤霖，最後一句歌詞是：「我們是快樂的頑皮家族，頑皮家族。」